# Cichlasoma urophthalmus
Cichlasoma urophthalmus es una especie de peces de la familia Cichlidae en el orden de los Perciformes.

## Morfología
Los machos pueden llegar alcanzar los 39,4 cm de longitud total.

## Distribución geográfica
Se encuentra en  América Central: vertiente atlántica  desde México hasta Nicaragua.

## Ciclo de Vida
La reproducción se lleva a cabo entre marzo y octubre, abarcando las épocas de secas y lluvias. La Castarrica es monógama con desoves cada 23 a 27 días, obteniéndose de 4,000 a 7,000 huevos dependiendo del tamaño de la hembra. Los peces que miden entre 70 y 135 mm de longitud total, han completado su primer año y son activos, desde un punto de vista reproductivo.